# 日比谷花壇
株式会社日比谷花壇（ひびやかだん、英称: HIBIYA-KADAN FLORAL CO., LTD.）は、東京都港区に本社を置く花卉小売業者。「花とみどりを通じて、真に豊かな社会づくりに貢献する」を企業理念に様々な事業を展開する。同社はブライダルにおける空間演出やブーケをいち早く日本へ紹介し、花束贈呈やキャンドルサービスのシーンを導入したほか、業界に先駆けたお花の宅配システム導入、一般生花店をインターネットでネットワーク化し、個々の生花店の経営基盤や競争力の強化をサポートする新規ネットワーク事業などを行う。

## 沿革
- 1872年 - 東京都葛飾区堀切に庭園業を開始
- 1947年 - 日比谷花壇の前身である有限会社芳梅園を設立
- 1950年 - 日比谷公園店出店・12月に（株）日比谷花壇設立
- 1958年 - 宮内庁より吹上御所内の「かやの大木」移植工事を請ける。
- 1971年 - 『株式会社 日比谷花壇造園土木（現・株式会社 日比谷アメニス）』設立
- 1983年 - カタログによる通信販売を開始
- 1989年 - 昭和天皇の「大喪の礼」新宿御苑工事、明仁天皇の吹上御所内の「新御所庭園工事」など、造園管理・工事を請ける。
- 1990年 - 「EXPO'90花の万博」に参画。パビリオンの装飾・演出を担当。
- 1995年 - インターネットにホームページを開設。オフィシャルショッピングサイト「hibiyakadan.com」にてフラワーギフトの販売をスタート。
- 1996年 - 阪神・淡路大震災の合同慰霊祭の会場装花・装飾一切を無償で寄贈。
- 2007年 - 上海日比谷花壇貿易有限公司設立、中国の上海へ進出
- 2009年 - 日比谷公園店をリニューアルオープン。2010年グッドデザイン賞を受賞。
- 戦後、東京の復興計画の一環として、当時の都知事より市民の憩いの場である公園に、海外の例を習ってフラワーショップを、と要請されたのが始まり。

## テレビ番組
- 日経スペシャル カンブリア宮殿 シリーズ「伝統は革新だ！」第1弾 花と緑で暮らしに感動を！（2016年9月8日、テレビ東京）[2]

## その他
日比谷花壇は、東京都立夢の島公園・夢の島熱帯植物館（東京都江東区）、東京都青山葬儀所（東京都港区）の指定管理者グループ企業の一部として、平成18年4月より参入している。
公式サイトの店舗検索ページで存在しない県になっていても、大宴会場があるホテル等の花卉担当の装飾係としてホテル内に入居していたり、事務所だけを雑居ビル内に設置している場合があり、求人サイト等で確認できる。